# Gustav Radde
Gustav Ferdinand Richard Radde (født 27. november 1831 i Danzig, død 15. marts 1903), var en tysk naturforsker og rejsende.
Radde var oprindelig apoteker, men blev 1863 direktør for Museet for Naturvidenskab, Etnografi og Arkæologi i Tiflis, hvilket han selv har stiftet. 1855—60 foretog han for Geografisk Selskab i Petrograd en lang rejse i Østsibirien (beskrivelsen af rejsen i skriftet Reisen im Süden von Ostsibirien [1862—64]). Senere foretog han flere rejser i Kaukasus, Armenien og Mingrelien, hvis resultater han har offentliggjort i Petermanns Mitt.. 
Blandt hans andre arbejder kan nævnes Die Chewsuren und ihr Land (1878); Malerisenes Russland. Der Kaukasus (1884), Ornis caucosica (1884). Reisen an der pers.-russ. Grenzen, Talysch und seine Bewohner, Die Fauna und Flora der südw. Kaspi Gebietes (1886). 
Om sine seneste rejser i Kaukasus, Dagestan og Merv har han givet meddelelse i Petermann’s Mitt. 1887—90 og 1894.